# Eugène Deully
Eugène Deully, né le 16 novembre 1860 à Lille et mort le 6 décembre 1933 à Paris, est un peintre français.
Il a été conservateur général des musées de Lille de 1897 à 1912.

## Biographie
Eugène Auguste François Deully est le fils d'Auguste Désiré Louis Deully, négociant en farine, et d'Eugénie Capron, boulangère.
Formé par son père, à Lille, Eugène Deully est élève à l'École des beaux-arts de Paris à partir de 1881 dans l'atelier du peintre Jean-Léon Gérôme. Il continue ses études avec Auguste-Barthélemy Glaize puis avec son fils, Pierre-Paul-Léon Glaize. Il expose au Salon des artistes français dès 1880 et y obtient une mention honorable en 1888, une médaille de troisième classe en 1889, et une médaille de première classe en 1892 ainsi qu'une bourse de voyage. Il participe à l’Exposition universelle de 1900 à Paris, où il obtient une médaille de bronze.
En 1887, il épouse Marie Caroline Henriette Schirmer, Pierre-Paul-Léon Glaize, Paul-Maurice Duthoit, Georges Deully et Alfred Sonnet sont témoins du mariage.
En 1897, il est nommé conservateur général des musées de Lille, poste qu'il occupe jusqu'en 1912. Il est par ailleurs professeur du cours de dessin d'anatomie artistique et de peinture à l'École nationale des arts industriels de Roubaix.
Il présente au Salon des artistes français de 1929 les toiles La Fin du roman et L'Heure du thé. 
Eugène Deully meurt le 6 décembre 1933 dans son domicile dans le 14e arrondissement de Paris.

## Distinctions
- Chevalier de la Légion d'honneur (1911)

## Œuvres dans les collections publiques

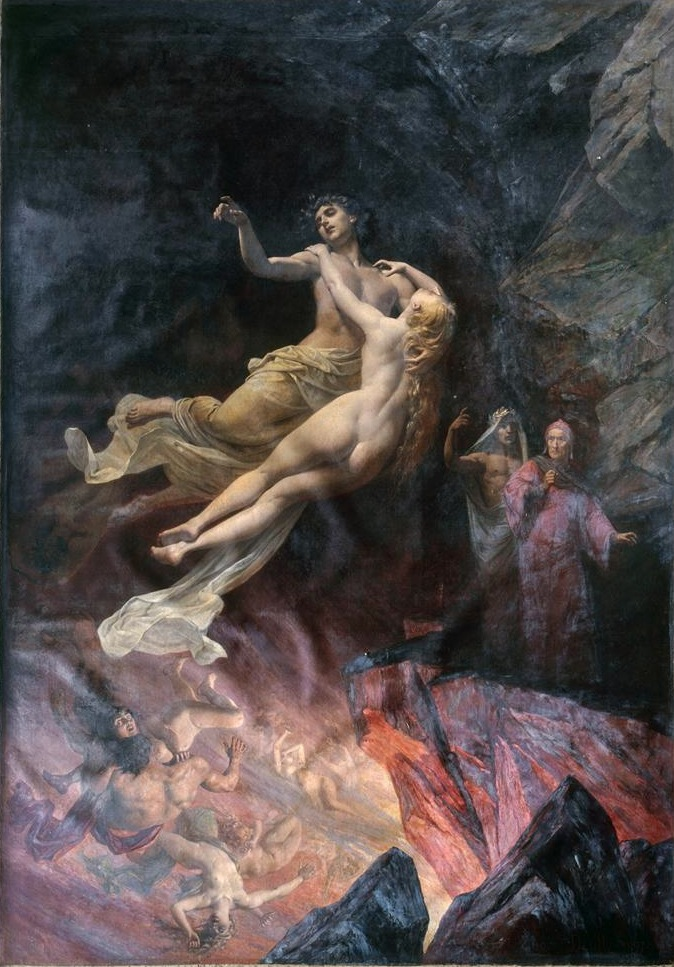
Dante et Virgile aux enfers (1897), palais des Beaux-Arts de Lille.

- Bailleul, musée Benoît-De-Puydt : Portrait de femme, huile sur toile.
- Lille, palais des Beaux-Arts : Dante et Virgile aux enfers (1897), huile sur toile.
- Tourcoing, MUba Eugène Leroy : Tourments de Saint Jérome, huile sur toile.